# Liste de l'observatoire mondial des monuments (2004)
Pour les articles homonymes, voir Liste de l'observatoire mondial des monuments.
Cet article recense les sites concernés par l'observatoire mondial des monuments en 2004.

## Généralités
L'observatoire mondial des monuments (World Monuments Watch en anglais) est le programme principal du Fonds mondial pour les monuments (World Monuments Fund), une organisation non gouvernementale à but non lucratif basée à New York, aux États-Unis. Cet observatoire a pour but d'identifier et de préserver les biens culturels importants en danger.
Tous les deux ans depuis 1996, le programme publie la liste des 100 sites les plus en danger, nécessitant des efforts de protection et de financement urgents. Ces sites sont proposés par les gouvernements, des organismes privés actifs dans le domaine patrimonial ou des individus. La liste est produite par un panel d’experts internationaux en architecture, archéologie, histoire de l'art et préservation ou restauration de sites patrimoniaux.
En 2004, pour la première fois, un site d'Antarctique est inclus, permettant à la liste de couvrir tous les continents.

## Liste
| Site                                                                    | Lieu                                                                    | Pays                          | Photo |
| ----------------------------------------------------------------------- | ----------------------------------------------------------------------- | ----------------------------- | ----- |
| Minarets de Ghazni                                                      | Ghazni                                                                  | Afghanistan                   |       |
| Paysage culturel du Richtersveld                                        | Richtersveld                                                            | Afrique du Sud                |       |
| Églises de Moscopole                                                    | Moscopole                                                               | Albanie                       |       |
| Abri d'Ernest Shackleton                                                | Cap Royds, île de Ross                                                  | Antarctique                   |       |
| Missions jésuites des Guaranis                                          | Multiples                                                               | Argentine, Brésil et Paraguay |       |
| Pétroglyphes de Murujuga                                                | Archipel Dampier                                                        | Australie                     |       |
| Sites rupestres de Vallegrande                                          | Vallegrande et Saipina                                                  | Bolivie                       |       |
| Monastère de São Francisco                                              | Olinda, Pernambouc                                                      | Brésil                        |       |
| Synagogue de Vidin                                                      | Vidin                                                                   | Bulgarie                      |       |
| Église Saint John de Lunenburg                                          | Lunenburg, Nouvelle-Écosse                                              | Canada                        |       |
| Usines de salpêtre de Humberstone et de Santa Laura                     | Iquique                                                                 | Chili                         |       |
| Maisons traditionnelles de Tianshui                                     | Tianshui, Gansu                                                         | Chine                         |       |
| Paysage culturel de la Grande Muraille                                  | Multiples                                                               | Chine                         |       |
| Statues du temple de Puning                                             | Chengde, Hebei                                                          | Chine                         |       |
| Synagogue Ohel Rachel                                                   | Shanghai                                                                | Chine                         |       |
| Ville postale de Cockcrow                                               | Cockcrow, xian de Huailai, Hebei                                        | Chine                         |       |
| Calzada del Cerro                                                       | La Havane                                                               | Cuba                          |       |
| Khasekhemwy à Hiérakonpolis                                             | Edfou, Kom el-Ahmar                                                     | Égypte                        |       |
| Sabil Ruqayya Dudu                                                      | Le Caire                                                                | Égypte                        |       |
| Temple des millions d'années d'Amenhotep III                            | Louxor                                                                  | Égypte                        |       |
| Las Peñas                                                               | Guayaquil                                                               | Équateur                      |       |
| Théâtre Bolivar                                                         | Quito                                                                   | Équateur                      |       |
| Pazo de San Miguel das Peñas                                            | Monterroso, Galice                                                      | Espagne                       |       |
| Église Saint Ann and the Holy Trinity                                   | Brooklyn (État de New York)                                             | États-Unis                    |       |
| Église San José                                                         | San Juan, Porto Rico                                                    | États-Unis                    |       |
| Ennis House                                                             | Los Angeles (Californie)                                                | États-Unis                    |       |
| Lower Manhattan historique                                              | New York (État de New York)                                             | États-Unis                    |       |
| Mount Lebanon Shaker Society                                            | New Lebanon (État de New York)                                          | États-Unis                    |       |
| Plum Orchard Historic District                                          | Île de Cumberland (Géorgie)                                             | États-Unis                    |       |
| Aéroport d'Helsinki-Malmi                                               | Helsinki                                                                | Finlande                      |       |
| Église de la Vierge de Timotessoubani                                   | Timotessoubani                                                          | Géorgie                       |       |
| Hélice                                                                  | Achaïe                                                                  | Grèce                         |       |
| Roussolakkos                                                            | Palékastro, Crète                                                       | Grèce                         |       |
| Paysage culturel du Río Usumacinta : Piedras Negras et Yaxchilan        | Vallée du Río Usumacinta                                                | Guatemala                     |       |
| Église de Túrony                                                        | Túrony, Baranya                                                         | Hongrie                       |       |
| B. B. D. Bagh                                                           | Calcutta, Bengale-Occidental                                            | Inde                          |       |
| Bhuj Darbargadh                                                         | Bhuj, Gujarat                                                           | Inde                          |       |
| Qila Mubârak                                                            | Patiala, Pendjab                                                        | Inde                          |       |
| Résidence Koti                                                          | Hyderabad, Andhra Pradesh                                               | Inde                          |       |
| Omo Hada                                                                | Nias                                                                    | Indonésie                     |       |
| Taman Sari                                                              | Yogyakarta                                                              | Indonésie                     |       |
| Citadelle d'Erbil                                                       | Erbil                                                                   | Irak                          |       |
| Palais de Ninive et de Nimrud                                           | Près de Mossoul                                                         | Irak                          |       |
| Headfort House                                                          | Kells, comté de Meath                                                   | Irlande                       |       |
| Prieuré d'Athassel                                                      | Cashel, comté de Tipperary                                              | Irlande                       |       |
| Apollonie de Palestine                                                  | Herzliya                                                                | Israël                        |       |
| Port de Trajan                                                          | Fiumicino                                                               | Italie                        |       |
| Santa Maria Antiqua                                                     | Rome, Latium                                                            | Italie                        |       |
| Villages de tuf et Via Cava                                             | Pitigliano, Sorano, Manciano et Civita di Bagnoregio, Latium et Toscane | Italie                        |       |
| Centre historique de Falmouth                                           | Falmouth                                                                | Jamaïque                      |       |
| Tomonoura                                                               | Fukuyama                                                                | Japon                         |       |
| 'Ain Ghazal                                                             | Amman                                                                   | Jordanie                      |       |
| Mtwapa                                                                  | Mtwapa                                                                  | Kenya                         |       |
| Paysage culturel d'Iskandarouna et Naqoura                              | Oumm el' Amed                                                           | Liban                         |       |
| Paysage culturel de la falaise de Bandiagara                            | Bandiagara                                                              | Mali                          |       |
| Medersas Sahrij et Sbaiyin                                              | Fès                                                                     | Maroc                         |       |
| Missions du Pimería Alta                                                | Multiples                                                               | Mexique                       |       |
| Monastère San Francisco de Tzintzunzan                                  | Tzintzuntzan, Michoacán                                                 | Mexique                       |       |
| Oxtotitlán                                                              | Chilapa de Álvarez, Guerrero                                            | Mexique                       |       |
| Temple de Quetzalcoatl, Teotihuacan                                     | San Juan Teotihuacán, Mexico                                            | Mexique                       |       |
| La Tercena                                                              | Metztitlán, Hidalgo                                                     | Mexique                       |       |
| Monastère de Geser Sum                                                  | Oulan-Bator                                                             | Mongolie                      |       |
| Murs de Benin City                                                      | Benin City, État d'Edo                                                  | Nigeria                       |       |
| Bâtiments historiques de Kampala                                        | Kampala                                                                 | Ouganda                       |       |
| Zone du canal de Panama                                                 | Panama et Colón                                                         | Panama                        |       |
| La Santísima Trinidad de Paraná                                         | Trinidad                                                                | Paraguay                      |       |
| Système ferroviaire du Paraguay                                         | Asuncion à Sapucay                                                      | Paraguay                      |       |
| Kuélap                                                                  | Amazonas                                                                | Pérou                         |       |
| Monastère Notre-Dame de Guadalupe                                       | Guadalupe, région de La Libertad                                        | Pérou                         |       |
| Temple d'Angasmarca                                                     | Angasmarca, région de La Libertad                                       | Pérou                         |       |
| Túcume                                                                  | Région de Lambayeque                                                    | Pérou                         |       |
| Vieux Théâtre de Lublin                                                 | Lublin                                                                  | Pologne                       |       |
| Villa romaine de Rabaçal                                                | Rabaçal                                                                 | Portugal                      |       |
| Abbaye de Chotěšov                                                      | Chotěšov                                                                | République tchèque            |       |
| Église Sainte-Anne de Prague                                            | Prague                                                                  | République tchèque            |       |
| Battersea Power Station                                                 | Londres, Angleterre                                                     | Royaume-Uni                   |       |
| Saint Vincent Street Church                                             | Glasgow, Écosse                                                         | Royaume-Uni                   |       |
| Stowe House                                                             | Stowe, Angleterre                                                       | Royaume-Uni                   |       |
| Strawberry Hill House                                                   | Twickenham, Londres, Angleterre                                         | Royaume-Uni                   |       |
| Bâtiment du Narkomfin                                                   | Moscou                                                                  | Russie                        |       |
| Palais chinois du palais d'Oranienbaum                                  | Lomonossov, Saint-Pétersbourg                                           | Russie                        |       |
| Perm-36                                                                 | Kraï de Perm                                                            | Russie                        |       |
| Églises San Miguel Arcángel et Santa Cruz de Roma                       | Panchimalco et Huizúcar                                                 | Salvador                      |       |
| Centre historique de Prizren                                            | Prizren, Kosovo                                                         | Serbie                        |       |
| Églises Saint-Nicolas, Saints-Cosmos-et-Damian et Saint-Michel-Archange | Bodružal, Lukov-Venecia et Topoľa                                       | Slovaquie                     |       |
| Manoir de Lanthieri                                                     | Vipava                                                                  | Slovénie                      |       |
| Amrit                                                                   | Près de Tartous                                                         | Syrie                         |       |
| Vieille ville de Bosra                                                  | Bosra                                                                   | Syrie                         |       |
| Jungshe                                                                 | Penghu                                                                  | Taïwan                        |       |
| Palais d'Al-Qasem                                                       | Beit Wazan                                                              | Territoires palestiniens      |       |
| Tell Balata                                                             | Shechem                                                                 | Territoires palestiniens      |       |
| Banwarie Trace                                                          | Lagon d'Oropuche, Siparia                                               | Trinité-et-Tobago             |       |
| Nisa                                                                    | Près d'Achgabat                                                         | Turkménistan                  |       |
| Petite Sainte-Sophie                                                    | Istanbul                                                                | Turquie                       |       |
| Éphèse                                                                  | Selçuk                                                                  | Turquie                       |       |
| Saint-Sauveur-in-Chora                                                  | Istanbul                                                                | Turquie                       |       |
| Synagogues d'Izmir                                                      | Izmir                                                                   | Turquie                       |       |
| Temple d'Auguste et de Rome                                             | Ankara                                                                  | Turquie                       |       |
| Forteresse de Tyras-Belgorod                                            | Bilhorod-Dnistrovskyï                                                   | Ukraine                       |       |
| Panticapée                                                              | Kertch                                                                  | Ukraine                       |       |
| Centre historique de La Guaira                                          | La Guaira                                                               | Venezuela                     |       |
| Real Fuerza de Santiago de Arroyo                                       | Araya                                                                   | Venezuela                     |       |